# Ernst Moerman
Ernst Moerman (12 maart 1897 - 12 februari 1944) was een Belgisch schrijver, advocaat en cineast. Hij is met name bekend voor de surrealistische kortfilm Monsieur Fantômas, waarin de hoofdrol gespeeld wordt door Léon Smet (de vader van de zanger Johnny Hallyday).
Moerman was als surrealistisch dichter, dramaturg en cineast niet alleen een notoire nachtraaf, maar stond ook bekend als een provocateur, rokkenjager, opiumverslaafde en tuberculoselijder.